# Sholom Schwartzbard
Sholom Schwartzbard (Izmaïl, 18 agosto 1886 – Città del Capo, 3 marzo 1938) è stato un poeta e anarchico russo naturalizzato francese. Ebreo di idee libertarie.

## Biografia
Sholom Schwartzbard o Sholem-Shmuel Schwarzbard o Samuel (Sholem) Schwarzbard (in russo Самуил Исаакович Шварцбурд?, Samuil Isaakovič Švarcburd, in lingua yiddish שלום-שמואל שװאַרצבאָרד, in francese Samuel (Sholem) Schwarzbard) è stato un poeta yiddish, russo di origini ebraiche. Ha prestato servizio militare nell'esercito sovietico e francese, anarchico, è noto per l'assassinio del leader nazionalista ucraino Symon Petljura. Ha scritto poesie in yiddish sotto lo pseudonimo di Baal-Khaloymes (Il Sognatore).

### Primi anni di vita
Nacque nel 1886 a Izmaïl, nel Governatorato della Bessarabia, nell'allora Impero russo, dai genitori ebrei Itskhok Shvartsbard e Khaye Vaysberger. Il suo vero nome era Sholem. La sua famiglia fu costretta a trasferisti nella città di Balta, situata nella parte meridionale della Podolia, a causa della proclamazione di un ordine da parte del governo imperiale russo che obbligava tutti gli ebrei a uscire dalla regione, consentendo di stabilirsi entro 50 verste dalla frontiera, pari a 53 chilometri. I suoi tre fratelli maggiori morirono ancora bambini, mentre sua madre morì mentre lui era un bambino. Nel 1900, alla tenera età di 14 anni, divenne apprendista di un orologiaio, Israel Dik.
Nel 1903, durante il suo apprendistato, si interessò al Socialismo iniziando l'opera di agitatore rivoluzionario clandestino per un gruppo chiamato "Iskra", probabilmente per un legame con la rivista di Lenin, Iskra. Al tempo della prima rivoluzione russa, nel 1905, si trovava a Kruti, a 30 km a nord di Balta, dove era impiegato, dalle sue stesse parole, a "fissare orologi cosacchi". Poco tempo dopo aver partecipato all'autodifesa degli ebrei, mentre era in visita a suo padre a Balta, fu arrestato e trattenuto per un breve periodo sia nelle carceri di Proskurov che nelle prigioni di Balta. Venne rilasciato grazie ad un'amnistia generale concessa nell'ambito della "clemenza" zarista post-rivoluzionaria. Temendo di essere ancora arrestato, Schwartzbard varcò il confine austro-ungarico, dove visse e lavorò in diverse città e paesi, tra cui le capitali, Vienna e Budapest. Qui si convertì all'anarchismo, una filosofia politica, in particolare agli insegnamenti di Kropotkin, a cui sarebbe rimasto fedele per il resto della sua vita.
Nel mese di agosto 1908 affermò di essere stato involontariamente coinvolto in un "esproprio" anarchico in un piccolo ristorante di Vienna. Fu arrestato e condannato per un periodo ai lavori forzati in un carcere duro. Un seguace, l'anarchico austriaco Pierre Ramus, ha affermato anni dopo che Schwarzbard probabilmente aveva compiuto il piccolo furto per un compagno, notando che Schwarzbard aveva sempre donato alla causa e non aveva mai preso nulla da essa. Dopo aver scontato la sua condanna a quattro mesi fu rilasciato, ma a Budapest fu di nuovo arrestato, questa volta solo per aver portato libri da Max Stirner e Friedrich Nietzsche e per l'ammissione davanti alla polizia di essere anarchico. Alla polizia di Vienna fornì il nome da nubile di sua madre, Weissberger, sperando di mantenere il suo vero nome fuori dai giornali in modo che potesse ancora trovare lavoro dopo il rilascio. Il lavoro era effettivamente diventato impossibile per Schwarzbard, di sicuro dopo gli arresti, e, rimasto in gravi difficoltà finanziarie, lasciò l'Austria-Ungheria per la Svizzera.
Nel gennaio 1910, all'età di 23 anni, si stabilì a Parigi e trovò lavoro presso diversi orologiai. Il giorno prima di arruolarsi, sposò Anna Render, da tre anni la sua findazata, una degli amici immigrati da Odessa. Il 24 agosto 1914 Schwartzbard e suo fratello si arruolarono nella Legione straniera francese. Come legionario entrò in combattimento nel maggio 1915 partecipando alla seconda battaglia dell'Artois, vicino a Arras. Grazie al suo eccellente curriculum militare, nei primi mesi del 1915 venne trasferito al 363° régiment d'infanterie regolare francese e mandato a sud nella foresta dei Vosgi. Mentre erano in corso le operazioni della battaglia della Somme, fu colpito da un proiettile che gli attraversò il polmone sinistro, fratturando la scapola e lacerandogli il plesso brachiale. I dottori gli diedero una piccola speranza di scampare alla ferita, ma lui migliorò lentamente nel corso del successivo anno e mezzo finché non fu abbastanza in forze per ritornare in Russia. Il suo braccio sinistro era rimasto virtualmente inutilizzabile, e gli fu conferita la Croce di guerra per il suo coraggio nella prima guerra mondiale.
Fu congedato nell'agosto 1917 ed in settembre viaggiò con sua moglie nella Russia del Governo provvisorio. Sulla barca francese "Melbourne" fu arrestato per una agitazione comunista e consegnato alle autorità russe di Arcangelo. Viaggiò più tardi a San Pietroburgo, dove si congiunse e servì, tra il 1917 ed il 1929, nelle Guardie Rosse, poi in un battaglione speciale della Čeka inviato nel sud dell'Ucraina. Schwartzbard comandò un'unità di 90 sciabolatori ebrei nella brigata del leader comunista Grigorij Kotovskij. Schwarzbard combatté in due separate campagne. La prima da febbraio a maggio 1918 con un gruppo formato da volontari anarchici di Odessa chiamati "Otriad Rašal", da un giovane leader carismatico bolscevico ucciso in Romania poco tempo prima. Effettivamente l'unità fu formata per difendere la frontiera ucraina contro una invasione rumena vicino a Tiraspol, ma presto fuggì verso est inseguito dalle truppe austriache e tedesche nella steppa, finché poi fu tradito dai bolscevichi che uccisero un certo numero di camerati di Schwarzbard che stavano dormendo. Schwarzbard con fortuna riuscì a scappare e fuggire in bicicletta di nuovo oltre la barriera di confine ad Odessa, ora sotto occupazione tedesca.
Durante l'occupazione, e nel caos che ne seguì dopo il ritiro dei tedeschi, Schwarzbard mantenne un basso profilo, sopravvisse ad un grave attacco di tifo e lavorò a protezione dei servizi e forniture per il nuovo sistema sovietico di istruzione, in corso di formazione. Aveva cercato di istituire scuole indipendenti anarchiche, ma era disposto a lavorare con i bolscevichi, man mano che essi centralizzarono sempre più il sistema scolastico. Appresa la notizia di innumerevoli pogrom, Schwarzbard cercò di arruolarsi come soldato volontario nella Guardia Rossa. Dopo molti rinvii fu infine accettato in una "Brigata internazionale" nel giugno 1919 iniziando la sua seconda campagna rivoluzionaria. I successivi due mesi sono stati forse i peggiori della sua vita. La sua unità fu sconfitta dalle forze combinate di Simon Petljura e Denikin, che erano problematici alleati al momento. Schwarzbard era a Kiev quando vi entrarono entrambi gli eserciti, ucraino e l'Armata Bianca; da allora la sua unità venne dispersa e si sciolse.
Fu in questo periodo, tra luglio e agosto del 1919, che Schwarzbard assistette in prima persona alle rovine e alla devastazione umana lasciata dalla violenza dei pogrom; immagini che lo tormenteranno per il resto della sua vita. Riuscì nuovamente tornare a Odessa in treno, dove fu tradito da un compagno anarchico e segnalato alle forze dei bianchi che controllavano la città. Prima che lo potessero prendere scoprì che, come veterano di guerra francese, aveva il diritto di prendere una nave di ritorno in Francia. Alla fine di dicembre del 1919 salì a bordo del "Nicola I", e, dopo aver navigato fino a Istanbul, Beirut e Porto Said sbarcò a Marsiglia. Tornò a Parigi il 21 gennaio 1920, deluso dal comportamento dei suoi camerati rivoluzionari durante la guerra civile. Nei tumulti che si succedettero nel periodo della guerra civile russa, quattordici membri della sua famiglia perirono nei pogrom antisemiti, tra cui il suo amato zio, ucciso ad Ananiev. I nomi di tutti i quattordici sono stati elencati per sostenere le prove della sua innocenza e possono essere trovati nell'archivio di Schwarzbard YIVO. Durante questo periodo il fratello di Sholom Schwartzbard fu anche espulso dalla Francia nel 1919 per l'attivismo nella distribuzione di propaganda comunista e sommosse.
Nel 1920, disilluso dalla volontà dei suoi compagni di prostituire se stessi e la rivoluzione per pochi rubli Sholom tornò a Parigi dove aprì un negozio di riparazione orologi e cronometri. Lì era attivo nel movimento operaio francese come anarchico e nel 1925 divenne cittadino francese. Conobbe i maggiori attivisti anarchici emigrati dalla Russia e dall'Ucraina, tra cui figure come Volin, Aleksandr Berkman, Emma Goldman, come pure Nestor Machno e il suo seguace Pëtr Aršinov. A Parigi Schwartzbard divenne anche un membro del "Unione dei cittadini ucraini". Contribuì a un certo numero di articoli per un quotidiano anarchico di New York "Freie Arbeiter Stimme" sotto lo pseudonimo di "Sholem", il suo primo nome, ma anche in ebraico significante "pace", un fatto di cui era molto orgoglioso, come essere un fan sfegatato del conte Lev Tolstoj.

### L'assassinio di Petljura

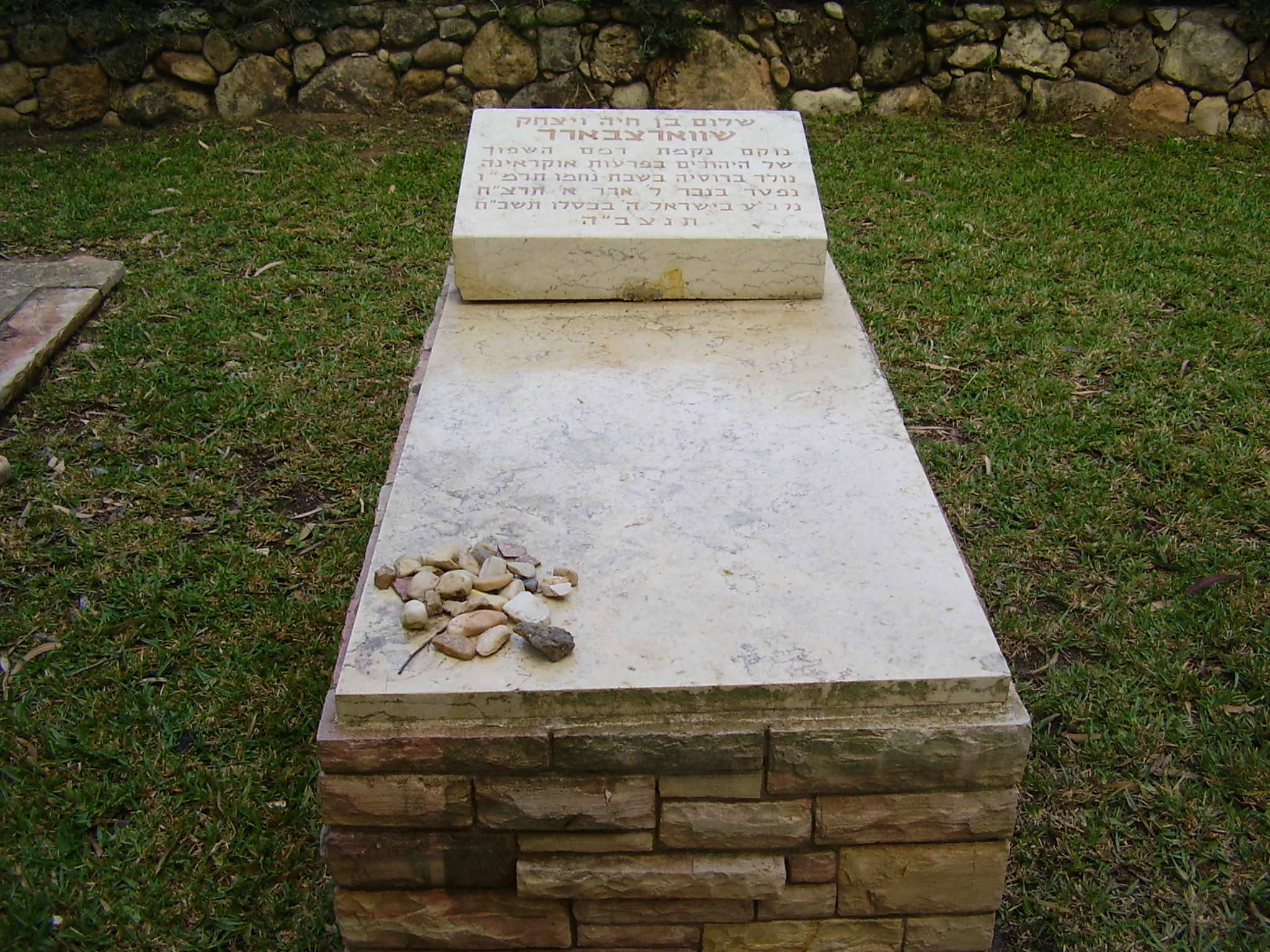
Tomba di Sholem Schwartzbard a Avihayil

Symon Petljura, a capo del Direttorato della Repubblica Nazionale dell'Ucraina nel 1919, si era trasferito a Parigi nel 1924 qui a capo del governo in esilio della Repubblica Popolare Ucraina. Sholom Schwartzbard, avendo perso la sua famiglia nei pogrom del 1919, ritenne responsabile di ciò Symon Petljura. Secondo la sua autobiografia, dopo aver sentito la notizia che Petljura si era rifugiato a Parigi, Schwartzbard, sconvolto, avviò la trama dell'assassinio di Petljura. Una foto di Petljura con Józef Piłsudski pubblicata nell'Enciclopedia Larousse consentì a Schwartzbard di riconoscerlo.
Il 25 maggio 1926, alle 14.12, dalla libreria Gibert, si avvicinò a Petljura, che stava camminando su Rue Racine vicino a Boulevard Saint-Michel nel quartiere latino di Parigi, e gli chiese in ucraino: "sei il signor Petljura?", Petljura non rispose, ma sollevò il suo bastone. Schwartzbard tirò fuori una pistola e gli sparò cinque volte e, dopo che Petljura cadde a terra, altre due volte. Schwartzbard non fuggì e quando intervenne la polizia gli chiesero se avesse commesso l'assassinio, e, secondo quanto riferito, disse: "Ho ucciso un grande assassino". Altre fonti affermano che tentò di sparare un ottavo colpo a Petljura, ma la sua arma si inceppò.

### Il processo

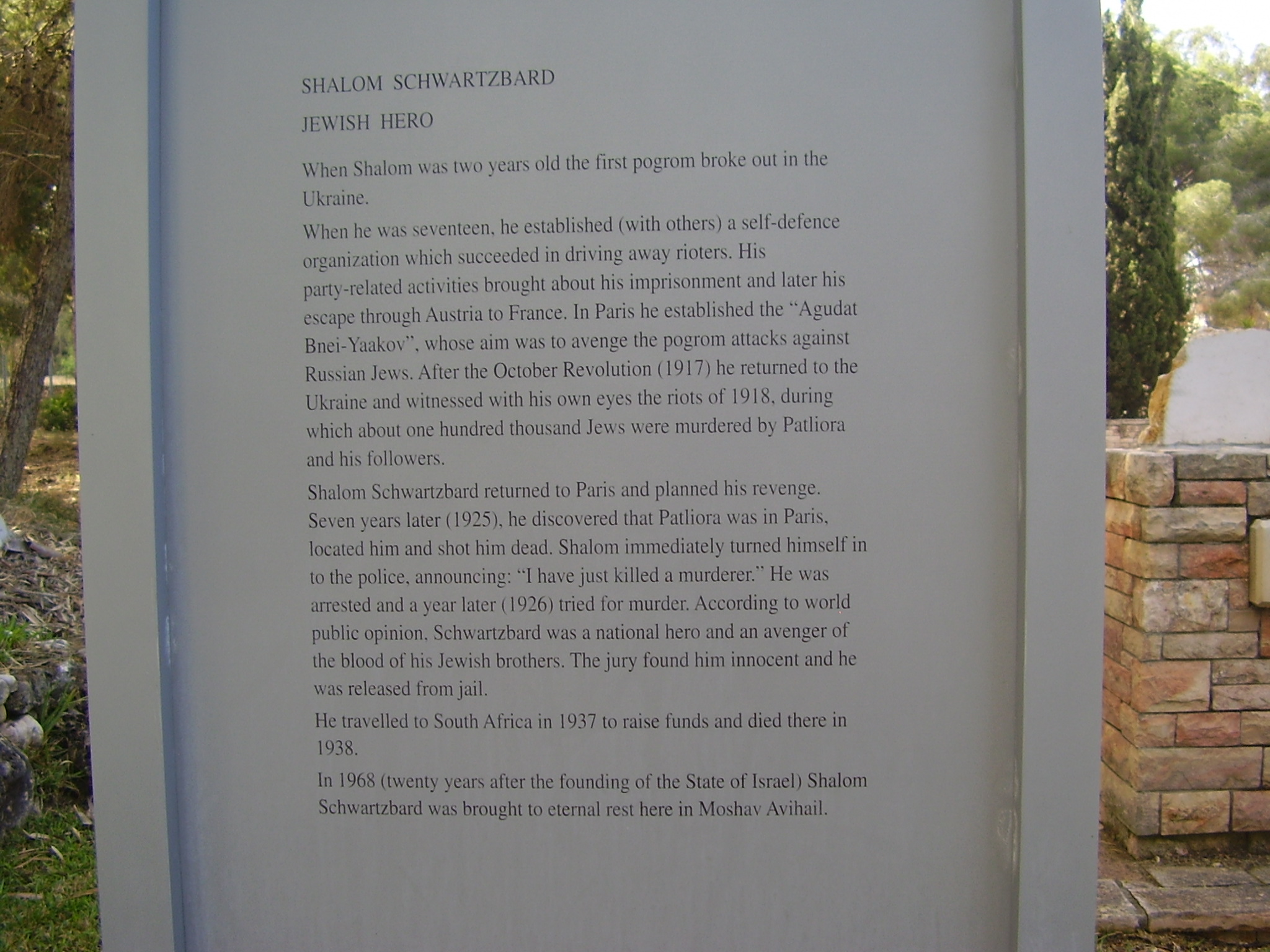
lapide commemorativa vicina alla lapide di Shalom Schwarzbard al cimitero di Avihayil

Schwartzbard fu arrestato e rinviato a giudizio dal Tribunale con un processo iniziato il 18 ottobre 1927. La sua difesa fu affidata ad Henri Torres, un rinomato giurista francese: in precedenza difeso anarchici come Buenaventura Durruti e Ernesto Bonomini e che rappresentava anche il consolato sovietico in Francia.
La tesi di difesa per Schwartzbard era: tentare di dimostrare che aveva vendicato la morte di vittime dei pogrom, considerando che l'accusa, penale e civile, aveva cercato di dimostrare che:
- Petljura non era responsabile dei pogrom e
- Schwartzbard era una spia sovietica.

Entrambe le parti hanno portato molti testimoni, tra cui diversi storici. Un testimone importante per la difesa era Haia Greenberg, di 29 anni, un'infermiera locale sopravvissuta ai pogrom di Proskurov e testimoniato sulla carneficina. Non ha mai detto che Petljura partecipò personalmente agli eventi, ma piuttosto che alcuni altri soldati avevano affermato di essere stati diretti da Petljura. Diversi ex ufficiali ucraini hanno testimoniato per l'accusa.
Il processo venne seguito dal giornalista Bernard Lecache, che creò, per sostenere l'accusato, la lega contro i pogrom, alla quale aderirono diversi personaggi pubblici, tra cui Albert Einstein. La Lega contro i pogrom viene riconosciuta per un certo periodo con la sigla, LICA e poi come LICRA.
Dopo un processo durato otto giorni la giuria popolare assolse Schwarztbard, anche se lui rivendicò chiaramente l'assassinio di Petljura.
Nel corso del processo, i servizi segreti tedeschi informarono i loro colleghi francesi che Sholem Schwartzbard aveva assassinato Petljura su ordine di Galip, un emissario dell'Unione dei cittadini ucraini; Galip avrebbe lui stesso ricevuto i suoi ordini da Christian Rakovskij, un ex primo ministro della RSS d'Ucraina. Secondo lo storico ucraino Michael Palij, l'omicidio venne poi approvato da un agente della GPU di nome Michail Volodin venuto a Parigi nell'agosto del 1925 per incontrare Schwartzbard, il quale iniziò la caccia a Petljura. Sempre secondo lo storico, Schwartzbard, aveva pianificato in precedenza l'assassino di Petljura a un raduno di emigrati ucraini, in occasione del compleanno di Petljura, ma il tentativo venne sventato dall'anarchico Nestor Machno, anche lui presente alla cerimonia.. Secondo l'ex direttore della CIA, Allen Dulles, Sholem Schwartzbard era un agente al servizio dei sovietici.

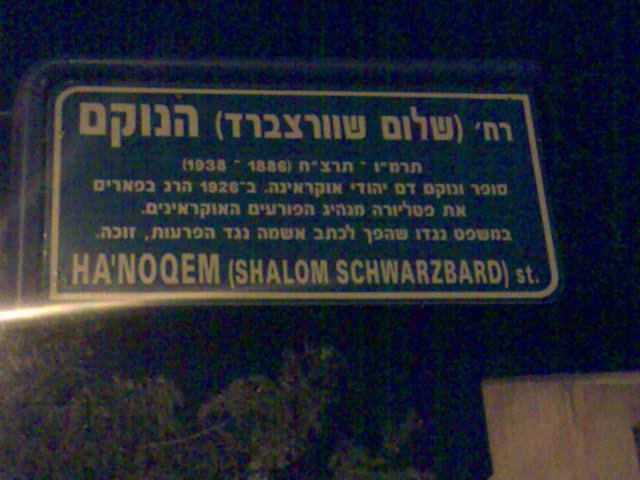
Hanokem Street (ebraico: "La via del Vendicatore"), a Beersheba.

### Dopo il processo
Dopo la sua assoluzione, avvenuta nel 1928, Sholom Schwartzbard decise di emigrare in Palestina, allora sotto il mandato britannico. Tuttavia le autorità britanniche gli rifiutarono il visto. Nel 1937 Schwartzbard si trasferì in Sudafrica per raccogliere fondi per una Enciclopedia in lingua Yiddish. Morì a Città del Capo il 3 marzo 1938, circa un mese dopo il suo arrivo, per infarto.
Ventinove anni dopo, nel 1967, secondo la sua volontà, i suoi resti vennero traslati in Israele e sepolti nel Moshav di Avihayil. Diverse città in Israele hanno strade a lui intitolate, tra cui Gerusalemme e Beersheba. Tra gli ebrei ucraini, Schwartzbard era popolarmente denominato nokem, il vendicatore.

## Opere
È inoltre autore di numerosi libri in lingua Yiddish, pubblicati sotto lo pseudonimo di Bal Khaloymes: "Troymen un virklekhkeyt", "In krig mit zikh aleyn", "Inem loyf fun yorn".
Documenti di Sholom Schwarzbard sono archiviati presso l'YIVO, Istituto per la Ricerca ebraica, di New York. Sono stati salvati durante la seconda guerra mondiale, e, di contrabbando dalla Francia, sono arrivati negli USA grazie allo storico Zosa Szajkowski.
Michel Herman, uno dei suoi discendenti, ha raccolto e tradotto una parte delle sue memorie pubblicate sotto il titolo "Mémoires d'un anarchiste juif", nella raccolta Yiddishland.